# Micrurus elegans
Micrurus elegans este o specie de șerpi din genul Micrurus, familia Elapidae, descrisă de Jan 1858. A fost clasificată de IUCN ca specie cu risc scăzut.

## Subspecii
Această specie cuprinde următoarele subspecii:
- M. e. elegans
- M. e. veraepacis